# Tatul, Kărdjali
Tatul (în bulgară Татул) este un sat în comuna Momcilgrad, regiunea Kărdjali,  Bulgaria. 

## Demografie
Componența etnică a satului Tatul
     Turci (97,93%)
     Nicio identificare (2,06%)
     Altele (0%)
La recensământul din 2011, populația satului Tatul era de 97 locuitori. Din punct de vedere etnic, majoritatea locuitorilor (97,93%) erau turci. Pentru 2,06% din locuitori nu este cunoscută apartenența etnică.